# Александровская (Вельский район)
Александровская — деревня  в Вельском районе Архангельской области. Входит в состав Муниципального образования «Шадреньгское».

## География
Деревня расположена в южной части Архангельской области, в таёжной зоне, в пределах северной части Русской равнины, в 8 километрах на северо-запад от города Вельска по автомобильной дороге Вельск-Комсомольский, на левом берегу реки Вель притока Ваги. Ближайшие населённые пункты: на севере деревня Нефёдовская.
Часовой пояс
Александровская, как и вся Архангельская область, находится в часовой зоне МСК (московское время). Смещение применяемого времени относительно UTC составляет +3:00.

## История
В «Списке населённых мест по сведениям 1859 года» указана как удельная деревня «Александровская» при реке Веле на Каргопольской просёлочной дороге в составе Вельского уезда (1-го стана) Вологодской губернии. Насчитывала 13 дворов, 41 жителя мужского пола и 47 женского.
В материалах оценочно-статистического исследования земель Вельского уезда упомянуто, что в 1900 году в административном отношении деревня входила в состав Ракульского сельского общества Устьвельской волости. На момент переписи в селении Александровское находилось 28 хозяйств, в которых проживало 89 жителей мужского пола и 89 женского.

## Население
| 2002 | 2010 | 2012 | 2014 |
| ---- | ---- | ---- | ---- |
| 17   | ↗22  | ↗29  | ↘22  |